# 2-я гвардейская бригада (ХВО)
2-я гвардейская бригада ХВО (хорв. 2. gardijska brigada HVO) — гвардейская механизированная бригада Хорватского совета обороны, участвовавшая в Югославских войнах. Бригада образована 13 декабря 1993 по приказу Главного штаба ХВО, в состав бригады вошло 5 тысяч человек. Штаб-квартира бригады располагалась в казарме имени Станислава «Байя» Кралевича в Родоче, южном пригороде Мостара.

## История
Бригада провела в боях пути к Дубровнику на юг и к горе Маняча, захватывая города Купрес, Гламоч, Мрконич-Град, Яйце, Шипово и другие. Считалась одной из лучших боевых единиц Хорватского совета обороны: за годы войны погибло 163 солдата бригады. В одной из церквей святого Иоанна Крестителя, покровителя бригады, на стене установлена пластина с именами и фотографиями погибших солдат. После войны бригада занималась охраной Федерации Боснии и Герцеговины от боевых действий и стихийный бедствий. В 1998 году бригада отправилась в Турцию на учения НАТО.
В 2001 году 2-я бригада выступила в поддержку хорватского самоуправления в Боснии и Герцеговине вместе с другими хорватскими формированиями Федерации БиГ. Хорватский народный сабор призвал распустить Войско Федерации БиГ, и большинство солдат приняли это требование, оставив казармы ХВО пустыми, но это привело к снижению общей заработной платы в армии. В 2005 году после начала объединения Армии Республики Сербской и войск Федерации БиГ в Вооружённые силы Боснии и Герцеговины 2-я гвардейская бригада была расформирована.
Ныне правопреемником всего Хорватского совета обороны является только 1-й гвардейский пехотный полк.

## Состав
По состоянию на декабрь 1993 года в состав 2-й гвардейской бригады ХВО входили:
- Штрафной батальон специального назначения[хорв.]
- Лёгкий штурмовой батальон
- Хорватский почётный легион
- 60-й гвардейско-десантный батальон «Людвиг Павлович»
- Отряд специального назначения «Гавран 2»

## Галерея

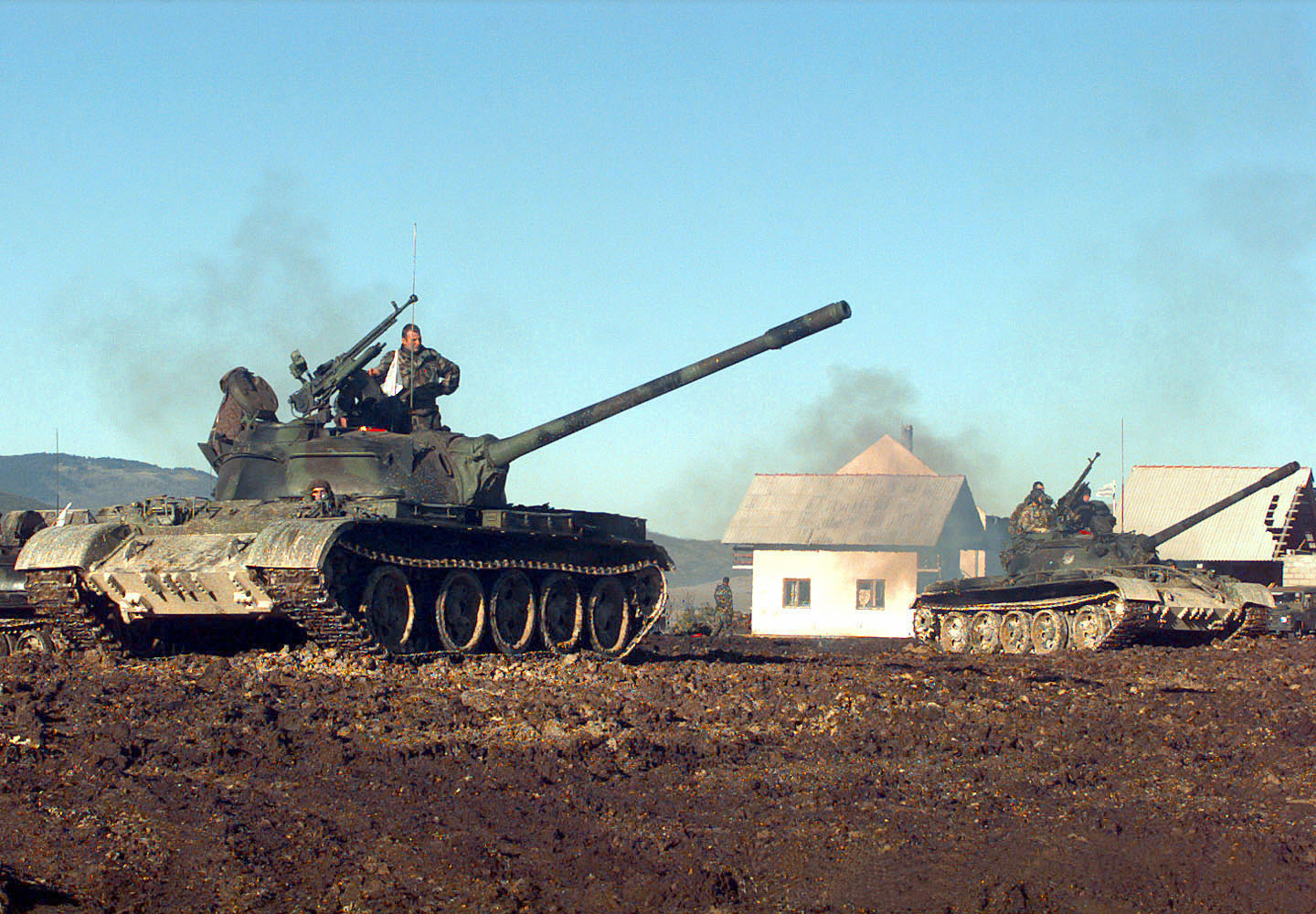
Два танка T-55 ХВО на полигоне в Гламоче
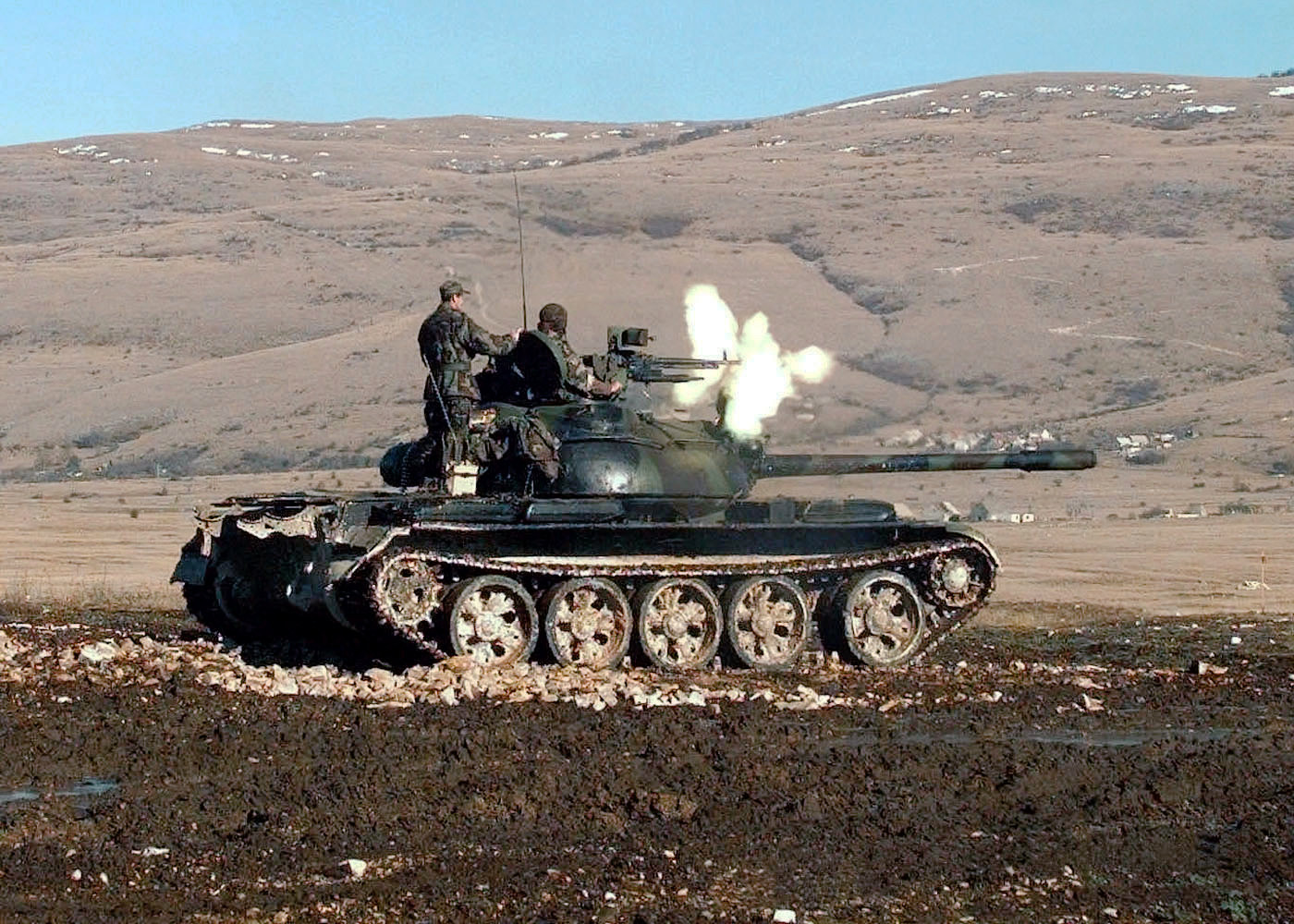
Солдаты 2-й гвардейской бригады ХВО на танке Т-55, ведущем огонь из 12,7-мм пулемёта
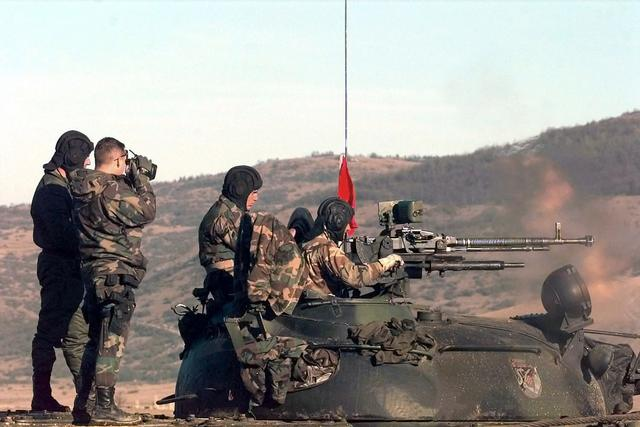
Солдаты 2-й гвардейской бригады ХВО на танке Т-55, ведущем огонь из 12,7-мм пулемёта
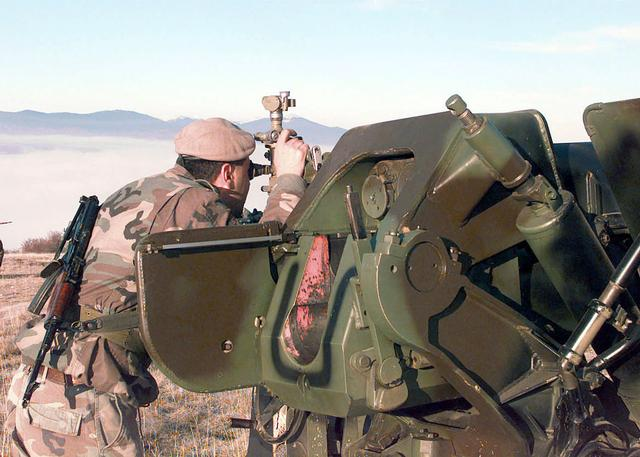
Солдат ХВО у 122-мм гаубицы Д-30
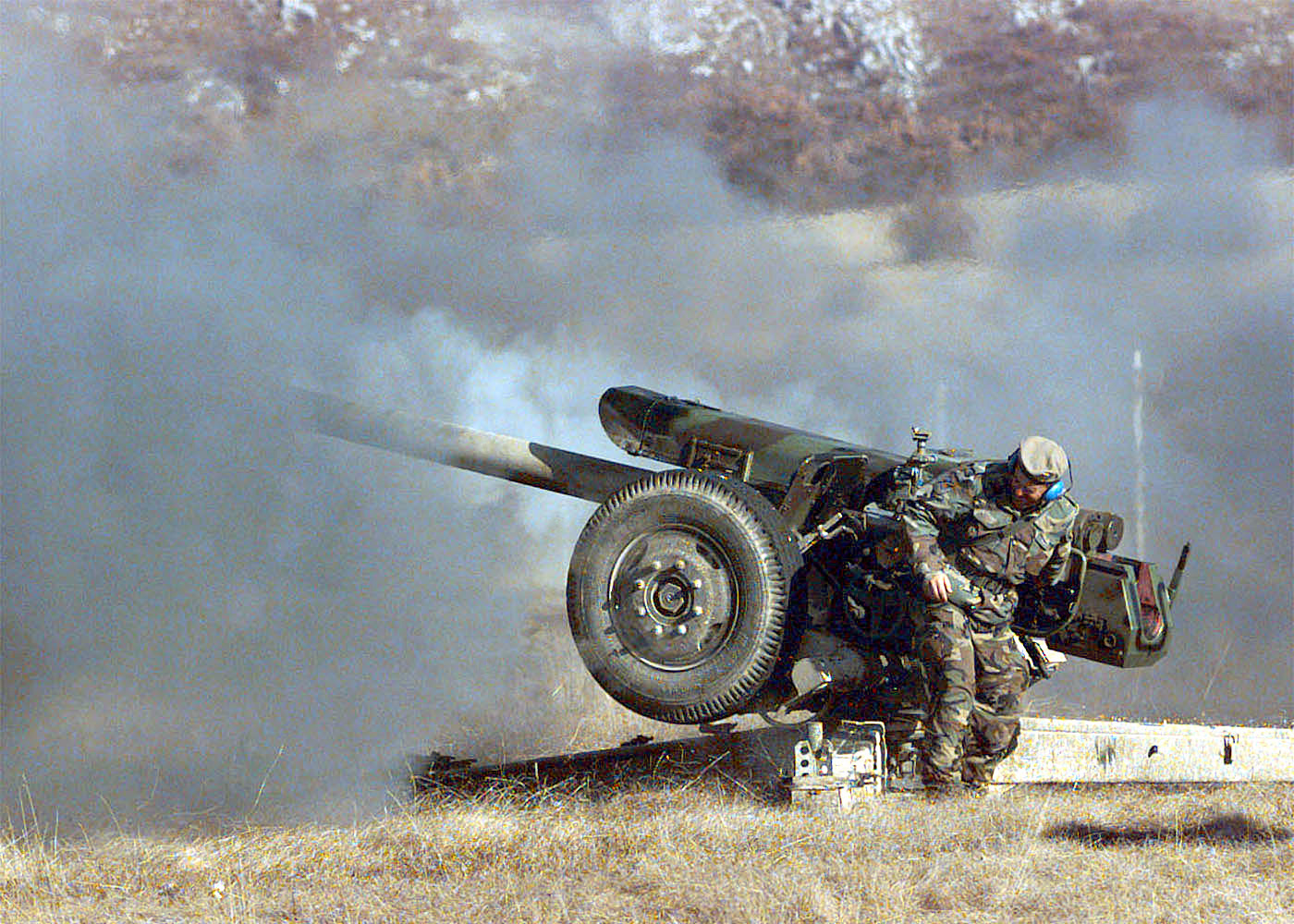
Солдат 2-й гвардейской бригады ведёт огонь из 122-мм гаубицы Д-30